# Lübecker Hafenbahn
| Strecke                                     |  | von Lübeck Hauptbahnhof       | von Lübeck Hauptbahnhof       |
| Haltepunkt / Haltestelle                    |  | Lübeck-Dänischburg IKEA       | Lübeck-Dänischburg IKEA       |
| Abzweig geradeaus und nach links            |  | nach Lübeck-Travemünde Strand | nach Lübeck-Travemünde Strand |
| Dienststation / Betriebs- oder Güterbahnhof |  | Lübeck-Dänischburg (Gbf)      | Lübeck-Dänischburg (Gbf)      |
| Blockstelle                                 |  | Lehmannkai I                  | Lehmannkai I                  |
| Blockstelle                                 |  | Seelandterminal               | Seelandterminal               |
| Blockstelle                                 |  | Lehmannkai II                 | Lehmannkai II                 |
| Betriebsstelle Streckenende                 |  | Lehmannkai III                | Lehmannkai III                |

| Strecke                                                           |  | von Lübeck Hauptbahnhof       | von Lübeck Hauptbahnhof       |
| Abzweig geradeaus und nach links · Strecke von rechts             |  |                               |                               |
| Haltepunkt / Haltestelle · Strecke                                |  | Lübeck-Kücknitz               | Lübeck-Kücknitz               |
| Strecke von links · Kreuzung geradeaus oben · Strecke nach rechts |  |                               |                               |
| Strecke · Strecke nach links                                      |  | nach Lübeck-Travemünde Strand | nach Lübeck-Travemünde Strand |
| Dienststation / Betriebs- oder Güterbahnhof                       |  | Skandinavienkai               | Skandinavienkai               |
| Eisenbahnfähre                                                    |  |                               |                               |

| Strecke |       | von Hamburg, Lüneburg und Bad Kleinen        | von Hamburg, Lüneburg und Bad Kleinen        |
| Abzweig geradeaus und ehemals von links                                                                                         |       | von Bad Segeberg                             | von Bad Segeberg                             |
| Bahnhof |       | Lübeck Hauptbahnhof                          | Lübeck Hauptbahnhof                          |
| Strecke mit Straßenbrücke |       | L 332                                        | L 332                                        |
| Abzweig geradeaus und nach links                                                                                                |       | nach Kiel, Puttgarden und Travemünde         | nach Kiel, Puttgarden und Travemünde         |
| Abzweig geradeaus und nach links                                                                                                |       | Nordlandkai                                  | Nordlandkai                                  |
| Abzweig nach links und ehemals von links · Betriebs-/Güterbahnhof Streckenende und quer                                         |       | Hafenbahnhof                                 | Hafenbahnhof                                 |
| Brücke über Wasserlauf (Strecke außer Betrieb)                                                                                  |       | Eutiner Eisenbahnbrücke über den Stadtgraben | Eutiner Eisenbahnbrücke über den Stadtgraben |
| Strecke (außer Betrieb) |       |                                              |                                              |
| Strecke nach links (außer Betrieb) · Abzweig nach rechts und von rechts (Strecke außer Betrieb)                                 |       |                                              |                                              |
| Abzweig geradeaus und nach links (Strecke außer Betrieb) · Betriebs-/Güterbahnhof Streckenende und quer (Strecke außer Betrieb) |       | Behnkai, Kulenkampkai                        | Behnkai, Kulenkampkai                        |
| |       | Drehbrücke über Trave                        |                                              |
| Dienststation / Betriebs- oder Güterbahnhof (Strecke außer Betrieb)                                                             |       | Hansakai                                     | Hansakai                                     |
| Brücke über Wasserlauf (Strecke außer Betrieb)                                                                                  |       | Hubbrücke über Kanaltrave                    | Hubbrücke über Kanaltrave                    |
| Dienststation / Betriebs- oder Güterbahnhof (Strecke außer Betrieb)                                                             |       | Burgtorkai                                   | Burgtorkai                                   |
| Betriebs-/Güterbahnhof Strecke bis hier außer Betrieb                                                                           | 5,875 | Konstinbahnhof mit Konstinkai                | Konstinbahnhof mit Konstinkai                |
| Abzweig geradeaus und ehemals nach links                                                                                        |       | Anschluss Fa. Kappa                          | Anschluss Fa. Kappa                          |
| Strecke mit Straßenbrücke |       | B 75                                         | B 75                                         |
| Wechsel des Eisenbahninfrastrukturunternehmens                                                                                  | 0,034 | Bahnverwaltungsgrenze                        | Bahnverwaltungsgrenze                        |
| Abzweig geradeaus und von links                                                                                                 |       | von Lübeck-Schlutup                          | von Lübeck-Schlutup                          |
| Blockstelle | 0,000 | Brandenbaum (Abzw)                           | Brandenbaum (Abzw)                           |
| Strecke |       | nach Lübeck Hauptbahnhof                     | nach Lübeck Hauptbahnhof                     |

| Strecke                                                                             |  | von Lübeck Hauptbahnhof            | von Lübeck Hauptbahnhof            |
| Betriebs-/Güterbahnhof Streckenanfang und quer · Abzweig nach rechts und von rechts |  | Lübeck-Schlutup (ehemals Pers.-Bf) | Lübeck-Schlutup (ehemals Pers.-Bf) |
| Abzweig geradeaus und von links                                                     |  | Anschluss Nordgetreide             | Anschluss Nordgetreide             |
| Betriebs-/Güterbahnhof Streckenende                                                 |  | Terminal Schlutup                  | Terminal Schlutup                  |

Die Lübecker Hafenbahn ist die Hafenbahn des Lübecker Hafens. Sie ist ein Teil der Lübeck Port Authority (LPA), die auch als Eisenbahninfrastrukturunternehmen fungiert. Die Lübecker Hafenbahn verbindet die Hafenterminals und private Gleisanschlüsse mit den Strecken der DB InfraGO. Zuständig für Instandhaltung, Betrieb und Ausbau der Lübecker Hafenbahn ist die Hansestadt Lübeck in Zusammenarbeit mit der Lübecker Hafengesellschaft mbH (LHG) und der Nordic Rail Service GmbH (NRS).

## Geschichte
Die Hafenbahn wurde ab 1892 von der Lübeck-Büchener Eisenbahn erbaut und unterhalten. Sie führte vom alten Hauptbahnhof auf der Wallhalbinsel bis zum Hansahafen. 1900 wurde sie über eine Hubbrücke über die Kanaltrave verlängert und konnte so den Klughafen bedienen. 1913 wurde die Strecke von der Hubbrücke bis zum neuen Konstinkai verlängert. 1923 wurde vom Konstinkai die Hafenumgehungsbahn zum Abzweig Brandenbaum an der Bahnstrecke Lübeck–Lübeck-Schlutup eröffnet. Im Juni 1936 erwarb die Lübecker Hafengesellschaft die Hafenbahn. Die Hafengesellschaft veräußerte sie im Januar 2008 an die LPA. Nach langen Diskussionen wurde 2012 die 1,9 km lange Strecke entlang der Straße An der Untertrave zwischen Drehbrücke und Hubbrücke entwidmet und ab Sommer 2013 die dortigen Gleisanlagen teilweise abgebaut. Das Gleis zum Konstinkai war schon nach 2009 durch den Neubau der Firma H. & J. Brüggen unterbrochen worden.
Heute betreibt die Lübecker Hafenbahn die Infrastruktur auf der linken Traveseite vom Hauptbahnhof zum Hafenbahnhof, davon abzweigend zum Vorwerker Hafen und Nordlandkai, das Seelandterminal an der DB-Strecke zum Lehmannkai, die Strecke zum Skandinavienkai mit dem Terminal, und auf der rechten Traveseite die Hafenumgehungsbahn von Brandenbaum zum Konstinkai und das Terminal Schlutup an der Bahnstrecke Lübeck–Lübeck-Schlutup.
Über die Tochtergesellschaft Nordic Rail Service werden auch Leistungen als Eisenbahnverkehrsunternehmen angeboten. Diese betreibt am Hafenbahnhof auch eine Wagenwerkstatt.

## Daten

### Umschlag
- 100.000 Güterwagen (2011)

### Streckennetz
- etwa 60 km Gleise[3]
- 260 Weichen
- 20 km Fahrleitung
- 1 Tunnel